# David Levy Yulee
David Levy Yulee (nacido David Levy; Charlotte Amalie, 12 de junio de 1810-Nueva York, 10 de octubre de 1886) fue un político y abogado estadounidense.
Nacido en la isla Saint Thomas (Islas Vírgenes), entonces bajo control británico, era de ascendencia judía sefardí: su padre era de Marruecos y su madre de Europa. La familia se mudó a Florida cuando él era un niño y creció allí.
En 1836 fue elegido para el Consejo Legislativo del Territorio de Florida, sirviendo de 1837 a 1839. Fue delegado a la convención constitucional del territorio en 1838 y sirvió como secretario de la legislatura en 1841. Se desempeñó como delegado territorial de Florida en el Congreso de los Estados Unidos de 1841 a 1845. Fue la primera persona de ascendencia judía en ser elegida y se desempeñó como Senador de los Estados Unidos, sirviendo entre 1845 y 1851 y nuevamente entre 1855 y 1861. Fundó el Florida Railroad Company y se desempeñó como presidente de varias otras compañías, ganándose el apodo de "Padre de los Ferrocarriles de Florida".
Agregó Yulee, el nombre de uno de sus antepasados marroquíes, a su nombre poco después de su matrimonio en 1846 con Nancy Christian Wickliffe, hija del exgobernador de Kentucky Charles A. Wickliffe. Aunque se convirtió al cristianismo y crio a sus hijos como cristianos, se enfrentó al antisemitismo a lo largo de su carrera.
Estaba a favor de la esclavitud y la secesión de Florida. Después de la guerra civil estadounidense, fue encarcelado en Fort Pulaski durante nueve meses por haber ayudado a escapar del presidente confederado Jefferson Davis. Después de ser indultado por el presidente Andrew Johnson, regresó a sus intereses ferroviarios en Florida y otras empresas comerciales.